# Октав, Мехмет
Мехмет Октав (тур. Mehmet Oktav; 1917 (по другим данным 1 января 1922 года ), Стамбул, Турция — 6 апреля 1996) — турецкий борец греко-римского стиля, чемпион Олимпийских игр 

## Биография
Начал спортивную карьеру как футболист в 1942 году, но вскоре переключился на борьбу. 
На Летних Олимпийских играх 1948 года в Лондоне боролся в категории до 62 килограммов (лёгкий вес). Выбывание из турнира проходило по мере накопления штрафных баллов. Схватку судили трое судей, за чистую победу штрафные баллы не начислялись, за победу решением судей при любом соотношении голосов начислялся 1 штрафной балл, за проигрыш решением 2-1 начислялись 2 штрафных балла, проигрыш решением 3-0 и чистый проигрыш карался 3 штрафными баллами.
Титул оспаривали 17 человек. Победив во всех схватках по результатам подсчёта очков стал олимпийским чемпионом, завоевав второе олимпийское «золото» в истории Турции после Яшара Эркана.
| Круг  | Соперник                   | Страна    | Результат | Основание               | Время схватки |
| ----- | -------------------------- | --------- | --------- | ----------------------- | ------------- |
| 1     | -                          | -         | -         | -                       | -             |
| 2     | Эркки Талосела             | Финляндия | Победа    | 3-0 (1 штрафной балл)   | -             |
| 3     | Улле Андерберг             | Швеция    | Победа    | Туше (0 штрафных балла) | 2:48          |
| 4     | Эль-Сайед Мохаммед Кандиль | Египет    | Победа    | 3-0 (1 штрафной балл)   | -             |
| 5     | Георг Вейднер              | Австрия   | Победа    | 2-1 (1 штрафной балл)   |               |
| Финал | -                          | -         | -         | -                       | -             |

В 1953 году оставил большой спорт и до 1970 года был тренером в различных клубах и сборной Турции
Умер в 1996 году.